# Двокрокова шаблонізація (шаблон проєктування)
Двокрокова шаблонізація (англ. Two Step View) — шаблон проєктування, який пропонує виконувати візуалізацію даних у два кроки: сформувати відображення моделі, після чого вставити її у шаблон.

## Опис
Якщо web-аплікація складається із багатьох сторінок, необхідний єдиний вигляд і однакова структура сайту. Якщо кожна сторінка виглядатиме по різному, отримаємо сайт, у якому важко орієнтуватись. Крім цього, якщо виникне потреба зробити глобальні зміни на всьому сайті (наприклад, змінити заголовок), то доведеться міняти кожну сторінку.
Рішенням буде винести спільні елементи в окремий шаблон. Таким чином, шаблон HTML-сторінки будується в два кроки: спочатку формуємо дані моделі, після чого вставляємо її у загальний шаблон.

## Реалізація
Нехай потрібно реалізувати web-аплікацію для блогу, яка складатиметься із сторінки перегляду усіх статей та детального перегляду однієї.
Приклад контенту списку статей.
```
<
article-list
>

  @model Article[]

  @for(var article in Model)
  {
    
<
h1
>
@article.Name
</
h1
>

    
<
p
>
@article.Description
</
p
>

  }

</
article-list
>

```

Приклад контенту перегляду однієї статті.
```
<
article
>

  @model Article

  
<
h1
>
@Model.Name
</
h1
>

  
<
p
>
@Model.Description
</
p
>

  
<
small
>
@Model.Author
</
small
>

</
article
>

```

Тоді спільний шаблон, який визначатиме незмінні компоненти усіх сторінок, та відображатиме необхідний контент матиме наступний вигляд.
```
<!DOCTYPE HTML>

<
html
>

 
<
head
>

  
<
title
>
Блог
</
title
>

 
</
head
>

 
<
body
>

 
<
header
>

  Заголовок
 
</
header
>

 
<
menu
>

   
<
li
>
Головна сторінка
</
li
>

   
<
li
>
Інформація
</
li
>

 
</
menu
>

 
<
aside
>

  Реклама
 
</
aside
>

 // відображення динамічного контенту
 
<
main
>

  @RenderBody();
 
</
main
>

 
<
footer
>

  Copyright
 
</
footer
>

 
</
body
>

</
html
>

```